# اولی پالمر
اولی پالمر (انگلیسی: Ollie Palmer بازیکن فوتبال اهل بریتانیا است.
از باشگاه‌هایی که در آن بازی کرده‌است می‌توان به باشگاه فوتبال بورم‌وود، باشگاه فوتبال ووکینگ، باشگاه فوتبال لیتون اورینت، باشگاه فوتبال سنت آلبنز سیتی، باشگاه فوتبال گریمزبی تاون، باشگاه فوتبال هاوانت و واترلوویل، و باشگاه فوتبال منزفیلد تاون اشاره کرد.